# Cime des Gaisses
La cime des Gaisses est un sommet frontalier entre la France et l'Italie. Sa partie française est située dans le haut Boréon, dans le département des Alpes-Maritimes.

## Géographie
La cime des Gaisses se trouve sur la crête frontière, entre la France et l'Italie, au sud-est des caïres de Cougourde et au nord de la cime du Lombard. Le caïre des Gaisses (2 788 m) se trouve au sud-ouest de la cime des Gaisses. Le versant français de la cime des Gaisses fait partie du parc national du Mercantour, et son versant italien fait partie du parc naturel des Alpes maritimes. D'un point de vue géologique, la cime des Gaisses est constituée d'anatexites.

## Histoire
La première ascension documentée a été effectuée par E. et L. Maubert, accompagnés de Jean Plent, le 16 septembre 1893, par un itinéraire inconnu. La première ascension à ski a été réalisée par P Rouyer et L. Ciais en 1918.

## Accès
La voie normale démarre du refuge de la Cougourde, et remonte la combe de Cougourde jusqu'aux barres rocheuses de la cime des Gaisses. L'itinéraire remonte ensuite l'éboulis en direction de l'arête nord des Gaisses. Cette arête, à suivre d'abord coté est, puis coté ouest, permet d'accéder au sommet.

### Cartographie
- Carte 3741OT au 1/25 000 de l'IGN : « Vallée de la Vésubie - Parc national du Mercantour »